# 白仙姫
白 仙姫（ペク・ソニ、朝鮮語: 백선희/白仙姬、1968年12月8日 - ）は、大韓民国の社会福祉学者、大学教授、政治家。第22代韓国国会議員。
文在寅政権で青瓦台社会首席秘書官を務めた中央大学校社会福祉学部教授の金淵明は夫。

## 経歴
中央大学校卒、同大学院修了（社会福祉学博士）。ソウル神学大学校社会福祉学科教授、盧武鉉政権の大統領諮問高齢化および未来社会委員会諮問委員、文在寅政権の韓国保健社会研究院付設育児政策研究所所長と大統領直属低出産高齢社会委員会政策運営委員会委員、祖国革新党福祉国家特別委員会委員長などを務めた。2024年の第22代総選挙では祖国革新党の比例代表として出馬したが、名簿順位13番のため次点で落選した。同年12月、祖国革新党党首の曺国が議員を失職した後、繰り上げ当選した。当選後は国会国防委員会委員となった。